# Trælyng
Trælyng (Erica arborea) er en stedsegrøn busk eller et lille træ med en opstigende til opret, busket vækst. Veddet fra Trælyng anvendes blandt andet til fremstilling af pibehoveder.

## Beskrivelse
Barken er først lysegrøn og dækket af hvide hår, men senere bliver den glat og lysebrun. Gamle grene og stammer får en grå, afskallende bark. Knopperne sidder spredt, de er bittesmå og sidder skjult bag bladfoden. Bladene er nåleagtige og linjeformede med ensartet over- og underside. Begge sider er mørkegrønne og glatte. Blomstringen sker i perioden februar-august, en periode, hvor man kan finde blomsterne siddende i små stande for enden af kortskud, som sidder yderst på langskuddene. De enkelte blomster er regelmæssige og 5-tallige. De er krukkeformede og hængende med sammenvoksede, hvide kronblade. Frugterne er kapsler med mange, små frø.
Rodnettet er kraftigt, dybtgående og udbredt. Planten danner en knudeagtig rodhals, som har et forvredet og kompakt ved.
Højde x bredde og årlig tilvækst: 4, 00 x 2,00 m (25 x 10 cm/år). I visse tilfælde kan man finde eksemplarer, der er betydeligt større, i enkelte tilfælde op til 7 meter høje. Målene kan anvendes ved udplantning.

## Hjemsted
Trælyng hører naturligt hjemme i Middelhavsområdet i blandt andet Portugal samt De Canariske Øer, men den træffes også langt ned i Afrika, fx i Etiopien og Cameroun. Den ses især på makier og foretrækker lav pH i jordbunden. 
I området ved Is Olias, som ligger i Santa Lucia-flodens afvandingsområde i det sydvestlige Sardinien, findes arten i makien sammen med bl.a. jordbærtræ, bredbladet stenved, Calycotome villosa (en art, tilhørende ærteblomst-familien), johannesbrød, lyserød soløjetræ, Mastikstræ, smalbladet soløjetræ og steneg

## Anvendelse
Det forvredne og kompakte ved fra rodknuden under trælyng anvendes blandt andet til fremstilling af pibehoveder og jointrør. Til det formål betegnes veddet ofte med det franske ord for lyng, bruyère.
| Portal | Portal:Botanik |

## Note
1. ↑  Ignazio Camarda, Giuseppe Brundu og Vincenzo Satta: Fire in Mediterranean Macchia: a Case of Study in Southwest Sardinia (engelsk)